# Mariano Soler
Mariano Soler (25 de marzo de 1846, San Carlos – 26 de septiembre de 1908, Gibraltar), primer Arzobispo de Montevideo. Fue un intelectual destacado en el área de la cultura científica y filosófica del Uruguay, un férreo defensor de la institución eclesiástica y un duro opositor al darwinismo. Escribió gran número de artículos de carácter religioso y se desempeñó como docente de la cátedra de filosofía. Asimismo, fue elegido diputado por el departamento de Canelones.

## Biografía

### Estudios

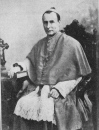
Monseñor Dr. Mariano Soler.

Mariano Delmiro Soler nació el 25 de marzo de 1846 en San Carlos (Maldonado), hijo primogénito de Mariano Soler, catalán, y de Ramona Vidal, de San Carlos. En su niñez recibió instrucción de parte del sacerdote Ángel Singla y del maestro Solares. Habiendo manifestado interés en la instrucción eclesiástica en su adolescencia, su familia le permite entrar de pupilo al Colegio de Don Jaime Roldós y Pons de Montevideo. Ingresa a la universidad, realiza su seminario en Santa Fe y culmina sus estudios en el Pontificio Colegio Pio Latino Americano de Roma, siendo ordenado sacerdote el 20 de diciembre de 1872. Posteriormente obtiene el título de Doctor en Derecho canónico.

### Ocupaciones
A su retorno a Montevideo, ejerce los cargos de provisor, fiscal, vicario general de Diócesis y, entre los años 1874 y 1890, el de cura párroco de la iglesia del Cordón. Se convirtió el tercer obispo de Montevideo, el 29 de enero de 1891, sucediendo a monseñor Inocencio María Yéregui. En 1897 el papa León XIII transforma a Montevideo en un Arzobispado, y, el 19 de abril de ese año, Soler recibe en Roma la investidura que lo convertiría en el primer arzobispo de Montevideo.
Se destacó como publicista de fuste, orador talentoso y gran polemista. Fue un verdadero humanista, que se esforzó por mostrar la unidad entre la fe cristiana y el mundo moderno. Su vasta bibliografía comprende obras teológicas y canónicas, filosofía, sociología, ciencias naturales, política, etc. Son obras de diversa índole, desde cartas pastorales y folletos de piedad, hasta libros polémicos. En algunos aparece más su creatividad, en otros el modo de la difundir las ideas en su época.
Su influjo se extendió fuera de fronteras. Es llamado el segundo fundador del Colegio Pío Latino Americano, porque recorrió el continente americano a fin de lograr la continuidad de esa casa y presidió una sesión del Concilio Plenario dedicado a salvar esa institución, en su concepto clave para la formación del clero. Soler fue hombre de confianza de León XIII y le cupo particular participación en el Concilio Plenario Latinoamericano de 1899, que él abrió con su discurso inaugural por mandato del Papa el 28 de mayo.
Construyó en Ortás (Urthás), a un kilómetro de Belén, el Santuario del Hortus Conclusus, como perenne presencia del Uruguay y de la Argentina, santuario que entregó a las Hermanas de María Santísima del Huerto. Este templo y asilo es un monumento que nos habla de su capacidad creativa, en sueños y en hechos, de su amor por la Tierra Santa – la que visitó en varios viajes –, y por la Madre del Señor.
Fue designado Administrador Apostólico de las Diócesis de Melo y de Salto, creadas el 14 de abril de 1897, por mandato de León XIII. Recorrió América y Europa, y viajó en seis ocasiones al Vaticano. En 1908, al regreso de su último viaje a Roma, cae preso de una enfermedad en Italia, y fallece posteriormente en Gibraltar. Su cuerpo fue trasladado a Montevideo y sepultado en la Catedral metropolitana.